# Doug Shipley
Pour les articles homonymes, voir Shipley.
Doug Shipley, né le 10 juin 1966, est un homme d'affaires et homme politique canadien en Ontario. Il représente la circonscription fédérale ontarienne de Barrie—Springwater—Oro-Medonte à titre de député conservateur à partir de 2019 .
Précédemment, il occupe le poste de conseiller du district #3 (Ward 3) au conseil municipal de Barrie de 2010 à 2019.